# Свен Ульрайх
Свен У́льрайх (нім. Sven Ulreich, нар. 3 серпня 1988, Шорндорф, Баден-Вюртемберг) — німецький футболіст, воротар німецького клубу «Баварія».
Значну частину кар'єри провів у рідному «Штутгарті», за який провів понад 200 матчів в усіх турнірах.

## Клубна кар'єра

### «Штутгарт»
Народився 3 серпня 1988 року в місті Шорндорф. Вихованець футбольної школи клубу «Штутгарт». З початку 2007 року став виступати за «Штутгарт» II у Регіоналлізі «Південь».
У січні 2008 року був узятий в основну команду «Штутгарта», але продовжував грати за другу команду. У бундеслізі дебютував 9 лютого 2008 року, в матчі проти берлінської «Герти», який закінчився поразкою «швабів» з рахунком 1:3. Перший вдалий матч Ульрайха за клуб відбувся вже через тиждень, 16 лютого 2008 року, коли його партнери здобули вольову перемогу в гостях над «Дуйсбургом» з рахунком 3:2, а Свен провів у воротах весь матч. Відіграв за штутгартський клуб наступні сім сезонів своєї ігрової кар'єри. Більшість часу, проведеного у складі «Штутгарта», був основним голкіпером команди.

### «Баварія»
16 червня 2015 року Ульрайх перейшов в «Баварію», підписавши контракт на три роки і став дублером Мануеля Ноєра замість Пепе Рейни, який покинув команду. Дебютував за «Баварію» 9 серпня 2015 в виграному матчі першого раунду Кубка Німеччини проти «Ноттінгена» (3:1).

## Виступи за збірні
2003 року дебютував у складі юнацької збірної Німеччини, взяв участь у 5 іграх на юнацькому рівні.
Протягом 2009–2010 років залучався до складу молодіжної збірної Німеччини. На молодіжному рівні зіграв у 3 офіційних матчах, пропустив 2 голи.

## Досягнення
«Баварія»
- Чемпіон Німеччини: 2015-16, 2016-17, 2017-18, 2018-19, 2019-20, 2021-22, 2022-23, 2024-25
- Володар кубка Німеччини: 2015-16, 2018-19, 2019-20
- Володар Суперкубка Німеччини: 2016, 2017, 2018, 2020, 2021, 2022, 2025
- Переможець Ліги чемпіонів УЄФА: 2019-20
- Переможець Суперкубка УЄФА: 2020

## Статистика виступів

### Статистика клубних виступів
| Сезон                | Команда              | Campionato           | Campionato | Campionato | Національний кубок | Національний кубок | Національний кубок | Єврокубки | Єврокубки | Єврокубки | Інші змагання | Інші змагання | Інші змагання | Усього | Усього |
| Сезон                | Команда              | Турнір               | Ігор       | Голів      | Турнір             | Ігор               | Голів              | Турнір    | Ігор      | Голів     | Турнір        | Ігор          | Голів         | Ігор   | Голів  |
| -------------------- | -------------------- | -------------------- | ---------- | ---------- | ------------------ | ------------------ | ------------------ | --------- | --------- | --------- | ------------- | ------------- | ------------- | ------ | ------ |
| 2006-07              | «Штутгарт» II        | РЛП (III)            | 10         | −10        | —                  | —                  | —                  | —         | —         | —         | —             | —             | —             | 10     | −10    |
| 2007-08              | «Штутгарт» II        | РЛП (III)            | 19         | −13        | —                  | —                  | —                  | —         | —         | —         | —             | —             | —             | 19     | −13    |
| 2008-09              | «Штутгарт» II        | 3Л                   | 36         | −47        | —                  | —                  | —                  | —         | —         | —         | —             | —             | —             | 36     | −47    |
| 2009-10              | «Штутгарт» II        | 3Л                   | 8          | −11        | —                  | —                  | —                  | —         | —         | —         | —             | —             | —             | 8      | −11    |
| Усього за «Штутгарт» | Усього за «Штутгарт» | Усього за «Штутгарт» | 73         | −81        |                    | —                  | —                  |           | —         | —         |               | —             | —             | 73     | −81    |
| 2007-08              | «Штутгарт»           | БЛ                   | 11         | −16        | КН                 | 1                  | −2                 |           | —         | —         | —             | —             | —             | 12     | −18    |
| 2008-09              | «Штутгарт»           | БЛ                   | 0          | −0         | КН                 | 0                  | −0                 | —         | —         | —         | —             | —             | —             | 0      | −0     |
| 2009-10              | «Штутгарт»           | БЛ                   | 4          | −3         | КН                 | 1                  | −1                 | —         | —         | —         | —             | —             | —             | 5      | −4     |
| 2010-11              | «Штутгарт»           | БЛ                   | 34         | −59        | КН                 | 3                  | −8                 | ЛЄ        | 11        | −11       | —             | —             | —             | 48     | −78    |
| 2011-12              | «Штутгарт»           | БЛ                   | 34         | −46        | КН                 | 4                  | −4                 | —         | —         | —         | —             | —             | —             | 38     | −50    |
| 2012-13              | «Штутгарт»           | БЛ                   | 34         | −55        | КН                 | 6                  | −5                 | ЛЄ        | 12        | −13       |               | —             | —             | 52     | −73    |
| 2013-14              | «Штутгарт»           | БЛ                   | 31         | −58        | КН                 | 1                  | −0                 | ЛЄ        | 4         | −5        | —             | —             | —             | 36     | −63    |
| 2014-15              | «Штутгарт»           | БЛ                   | 28         | −44        | КН                 | 1                  | −2                 | —         | —         | —         | —             | —             | —             | 29     | −46    |
| Усього за «Штутгарт» | Усього за «Штутгарт» | Усього за «Штутгарт» | 176        | −281       |                    | 17                 | −22                |           | 27        | −29       |               | —             | —             | 220    | −332   |
| 2015-16              | «Баварія»            | БЛ                   | 0          | −0         | КН                 | 1                  | −1                 | ЛЧ        | 0         | −0        | СН            | 0             | −0            | 1      | −1     |
| Усього за «Баварію»  | Усього за «Баварію»  | Усього за «Баварію»  | 0          | −0         |                    | 1                  | −1                 |           | 0         | −0        |               | 0             | −0            | 1      | −1     |
| Усього за кар'єру    | Усього за кар'єру    | Усього за кар'єру    | 249        | −368       |                    | 18                 | −23                |           | 27        | −29       |               | —             | —             | 293    | −419   |